# 字之魂
《字之魂》為香港作家夜透紫的作品，獲得第三屆台灣角川輕小說暨插畫大賞銅賞。

## 故事簡介
平凡的香港中學生—鳳煦旭在某一天於放學回家途中被一塊玉石砸到頭部，其後玉石變成一名少女—凰，告知他被選為『鳳』字字魂的宿主，稱為字魂師。
翌日，回家被途人襲擊，凰告知那些途人被字魘所附身，危險之際以『夭』字字魂附於青梅竹馬小桃身上，小桃化身成金華貓妖，解成現場的困景。
而凰就是因為字魘所發生的災難，加上宿主死亡，而由中國內地逃到使用繁體字的香港。而旭雖然不想牽涉此事，但已經被選為宿主的他，除了死亡就沒其他方法能令『鳳』更換宿主，旭只好從此與漢字為伍。

## 登場人物

### 主要人物
鳳煦旭
本為普通中五學生，直至被從天而降的玉璽砸到頭，被選為『鳳』的宿主，而其原因只是因姓名合適（鳳氏、名字陽氣重，有日和火的部首）。
其後轉入具有鳳字的鳳川中學，以便加強靈力。轉校後就讀五Ｂ班，紅社。
- 曾使用的字魂：『妖』

凰
從刻著的紅色玉璽中出現的少女，身穿唐代古裝。『凰』的字魂的化身。
姚夭桃
鳳煦旭的青梅竹馬，於同一公共屋村一同長大的鄰居。
鳳川中學五Ａ班學生，紅社。
灼華
金華貓妖。
狄敖月
鳳川中學新聘請的中文導師。台灣輕小說作家，筆名藏尾。
龍蝴清
鳳川中學五Ａ班學生，學生會會長，綠社。
的宿主。龍家的繼承人。
源寵泉
鳳川中學五Ｂ班學生，鳳紀，藍社。
『水』的宿主。
鬼玉釵
鳳川中學的轉校生，入讀五Ｂ班。在九歲患上SARS，痊癒後有後遺症—骨枯，三年前搬到廣洲養病，直至最近回港繼續學業。比同級同學年長一年。

### 其他人物
胡奘
代課體育老師。
方黛娜
鳳川中學中六學生。英文名Diana，通稱娜娜學姐。校報記者。
龍佬佬
龍蝴清的外祖母。上代『龍』的宿主。
白先生
龍家的畫師，龍佬佬的國畫弟子
陳望杏
鳳川中學中文老師，五Ａ班的班導師。三十五歲，已婚，有一小孩（榆榆，九歲）。
鳳熒智
前任鳳主。

## 用語
鳳皇玉璽
保護著的字魂，當字魂師為女性就會取得『凰』字魂，『鳳』字魂以玉璽之身出現；男性就會取得『鳳』字魂，『凰』字魂以玉璽出現。
字魂師
宿主
御筆
指涉
字魂
字魘
畫魂

## 出版書籍
| 中文版標題      | ISBN（台/港）             | 初版發行       | 封面           |
| --------------- | ------------------------- | -------------- | -------------- |
| 字之魂          | ISBN 9789862872802        | 2011年7月15日  | 鳳煦旭、凰     |
| 字之魂 貳       | ISBN 9789862874684        | 2012年2月1日   | 姚夭桃         |
| 字之魂 參       | ISBN 9789863252924        | 2013年6月27日  | 龍蝴清、源寵泉 |
| 字之魂 肆（完） | （只有Book☆Walker電子書） | 2016年11月11日 | 姚夭桃、灼華   |

## 外部連結
- 夜透紫Blog—裏夢之城
- 夜透紫Blog—裏夢城別館 （页面存档备份，存于）